# Neukirchen am Großvenediger
Neukirchen am Großvenediger – gmina targowa w Austrii, w kraju związkowym Salzburg, w powiecie Zell am See. Liczy 2491 mieszkańców (1 stycznia 2015).